# Henri Stouff
Pour les articles homonymes, voir Stouff.
Henri Stouff, né le 22 février 1944, est un chef d'entreprises français.
Ancien élève de l'École polytechnique, il est diplômé du Centre des hautes études de la construction.
Il commence sa carrière à la Compagnie industrielle de travaux (Citra), de 1966 à 1977, puis chez Dragages et travaux publics (groupe Société chimique routière et d'entreprise générale, Screg), de 1977 à 1986. Il occupe ensuite les fonctions de directeur général (1988), puis gérant et enfin PDG de Campenon Bernard, tout en assumant les fonctions de directeur général adjoint du Groupe Vinci de 1997 à 2001. Il est président-directeur général de VINCI Construction Grands Projets de 2001 à 2004, date à laquelle il est nommé président-directeur général de Cofiroute. Il est nommé président de Vinci Autoroutes France et président d'Autoroutes du Sud de la France (ASF) en 2007. En mai 2008, il est nommé directeur général délégué de Vinci Concessions. Depuis 2006 il était président de l'Association des sociétés françaises d'autoroutes (ASFA) et depuis 2007 de Vinci Autoroutes.
Le 1er juillet 2009, il quitte toutes ses fonctions et part à la retraite. Il se consacre depuis à la peinture.
Il est administrateur de ASF, Cofiroute et ESCOTA.